# Parque Mirador de los Nevados
Parque Mirador de los Nevados är en park i Colombia.   Den ligger i departementet Bogotá, i den centrala delen av landet, 15 km norr om huvudstaden Bogotá. Parque Mirador de los Nevados ligger 2 641 meter över havet.
Terrängen runt Parque Mirador de los Nevados är kuperad åt nordost, men åt sydväst är den platt. Terrängen runt Parque Mirador de los Nevados sluttar västerut. Runt Parque Mirador de los Nevados är det mycket tätbefolkat, med 4 188 invånare per kvadratkilometer. Närmaste större samhälle är Bogotá, 14,7 km söder om Parque Mirador de los Nevados. Runt Parque Mirador de los Nevados är det i huvudsak tätbebyggt.